# 雷氏症候群
雷伊氏綜合症（Reye's syndrome），又稱雷氏症候群，是會快速進展的腦部疾病。症狀包括腦水腫、嘔吐、精神混亂、視覺異常、癲癇發作、反應遲鈍、反射亢奮、失去意識。雖然一般也會有肝毒性，但多半不會有黃疸的症狀。罹患雷氏症候群的病患死亡率是20%至40%，其餘的病患約有三分之一有明顯的腦損傷。
雷氏症候群的病因尚不清楚，通常是在病毒感染疾病（例如流行性感冒或水痘）康復後開始出現，約90%的兒童病患都和使用阿斯匹靈有關，遗传性代谢缺陷也是風險因子之一。血液檢查會發現高血氨、低血糖及凝血酶原時間加長的情形。多半也有肝腫大的症狀。
預防雷氏症候群最直接的方法為避免對孩童施用阿斯匹靈。當不再對孩童施用阿斯匹靈後，雷氏症候群的發生率減少90%以上。早期診斷有助於癒後結果，而治療方式則採取支持性療法，另外也會考慮使用甘露醇（Mannitol）以減輕腦水腫。
澳洲病理學家Douglas Reye在1963年首次對此症候群作出了詳盡的描述。此症候群最常影響孩童，據統計每年有少於100萬名的孩童罹患此症。因發現此症候群與阿斯匹靈有關，故原先對於孩童可給予阿斯匹靈的一般用藥建議已被廢止，只有治療川崎氏病時才允許使用。

## 成因
發病原因不明。此病被稱作「綜合症」因為醫生會依據很多不同的臨床病徵來斷症。不過，在美國，該症較普遍出現在流感或水痘等病毒引起的疾病之後。至少有五項發表在美國醫學期刊的研究（其中包括一項由阿司匹林藥廠贊助的研究）證實，使用阿士匹靈治療流感疾病與出現美國雷伊氏綜合症有關。美國疾病控制與預防中心、美國公共衛生署、美國兒科醫學會和美国食品药品监督管理局均建議不應向19歲以下發熱的病人處方阿士匹靈及含有阿士匹靈的藥物。至於英國，藥物安全委員會建議不應向16歲以下病者處方阿士匹靈，除非是川崎氏病或防止血塊形成。
該症所帶來的嚴重病徵相信與肝臟等器官的粒線體胞器受破壞有關。然而，絕大部分感染水痘或流感病毒的兒童縱使服用阿士匹靈也不會出現該症，而被診斷出患雷伊氏綜合症者也不一定曾服用阿士匹靈。

## 歷史
名稱來自R. Douglas Reye（雷伊）醫生，他與澳洲醫生Graeme Morgan和Jim Baral在1963年於英國醫學期刊率先發表該症的研究報告。同樣在1963年，George Johnson（約翰遜）與同事在一次B型流感爆發的調查報告中，載有16名幼童神經受損，其中4名出現類似雷伊氏綜合症的病徵，故有醫生又稱此症為雷伊氏-約翰遜綜合症。其實，該疾的出現可追溯至1929年的病例。
1970年代末至1980年代初，俄亥俄州、密西根州和亞利桑那州的研究指出，使用阿士匹靈治療上呼吸道感染或水痘可能引致該症。1980年起，美國疾病控制與預防中心提醒醫生及家長雷伊氏綜合症與使用阿士匹靈治療水痘或病毒引致疾病有關。1986年，美国食品药品监督管理局要求含有阿士匹靈的藥物貼上雷伊氏綜合症警告標籤。

## 症狀
雷伊氏綜合症可分五期病發：

| - 第一期 - 持續嚴重嘔吐，禁食也無助紓緩 - 疲倦 - 常规精神症状 - 發惡夢 - 第二期 - 小脑 炎症所致的僵硬 - 换气过度 - 脂肪肝（通過活體組織切片發現） - 反射亢进 - 第三期 - 第一至二期的病徵持續 - 可能陷入昏迷 - 可能會腦部腫脹 - 罕发呼吸阻滞 | - 第四期 - 昏迷加重 - 瞳孔擴張但對光線反應微弱 - 肝功能衰退 - 第五期 - 第四期不久即進入第五期 - 重昏迷 - 惊厥 - 呼叫困難 - 肌肉鬆弛 - 极高血氨 (每100毫升血液中超过300毫克) - 死亡 |

## 後果
成人罹患的個案少之又少，而往往能完全康復，肝臟和腦部功能在兩星期內回復正常。但對於兒童尤其嬰兒則會出現中度至嚴重的永久腦部損害。1981至1997年間，美國的個案中有超過30%死亡。

## 鑑別診斷
以下疾病也會表現出類似的病徵。
- 不同種類的先天性代謝異常
- 病毒性腦炎
- 用藥過量或者藥物不良反應
- 頭部外傷
- 因為其他原因而引致的肝衰竭
- 腦膜炎
- 腎衰竭

## 個案統計
雷伊氏綜合症幾乎只出現在青少年或幼童身上，成人病例罕見，而且成人患者的神經和肝臟通常不會受永久損害。在美國，該病的監控集中在18歲以下病人身上。
自美國疾病控制與預防中心在1980年起提醒醫生和家長後，美國出現雷伊氏綜合症的宗數開始下降。1980至1997年間，該症在美國有紀錄的個案由1980年的555宗下降至1994年起每年約2宗。93%的個案在3星期前曾出現病毒感染疾病。而在1991至1994年間，每年因該症而住院的比率為每100萬18歲以下人口0.2至1.1個。
1980年代，英國的研究發現該症與阿士匹靈有關聯1986年6月，英國藥物安全委員會發出警告，呼籲不要給12歲以下兒童處方阿士匹靈，並在藥物上加上標籤。自此以後，英國的有紀錄雷伊氏綜合症個案下降，由1983/84年每10萬12歲以下人口0.63個，降至1990/91年0.11個。
法國一項由1995年11月至1996年11月的全國調查發現，9個患有雷伊氏綜合症的兒童，其中8個曾服用阿士匹靈。其後，當地的醫學組織向公眾和醫生發出相關的警告

## 外部連結
- 美國國家神經疾病及中風研究院上有關雷伊氏綜合症的資料
- FDA Bulletin on Reye-Johnson Syndrome （页面存档备份，存于）
- National Reye's Syndrome Foundation （页面存档备份，存于）
- Reye's Syndrome website at Brigham and Women's Hospital